# Nacho Sotomayor
Nacho Sotomayor (ur. 9 stycznia 1966 w Villanueva del Arzobispo) – hiszpański muzyk, kompozytor i producent muzyczny

## Życiorys
Studiował filozofię i sztuki piękne. Wraz z bratem, Francisco Sotomayorem zainicjował projekt muzyczny Intro. W jego ramach wydali cztery albumy: Visiones (1994), Edén (1996), Melismas (1998) i Dies Irae (2000).
Uznanie zyskał dzięki serii płyt muzyki ambient pt. La Roca, do której inspiracją była mała bezludna wysepka Es Vedra w pobliżu Ibizy. Za utwór „Y por que te quiero” Nacho Sotomayor był nominowany w VIII edycji Los Premios de la Música w kategorii „najlepszy temat muzyki elektronicznej”. Singel „Eternal” z wokalizą Bébé był promowany przez brytyjską MTV i zyskał pochlebne recenzje, także poza granicami Europy. Telewizja HBO wykorzystała utwór „Island God” w jednym z odcinków serialu telewizyjnego Sześć stóp pod ziemią (Six feet under).
Współpraca z bratem zaowocowała założeniem w 2006 firmy fonograficznej Absolut Ambient, której misją jest promocja świeżych i odważne dokonań z gatunku muzyki elektronicznej, ambient i downtempo. Pod jej szyldem Sotomayor wydał album Interior – bliski muzyce pop, ale pełen, podobnie jak wcześniejsze utwory, wpływów śródziemnomorskich. Sotomayor do współpracy zaprosił m.in. wokalistkę Martę Sánchez, gitarzystę José Luisa Encinasa oraz DJ-a Deep Blue. Utwór „Untitled for a guitar” został dostrzeżony przez Academia de las Artes y las Ciencias de la Música (Akademia Sztuk i Nauk Muzycznych) i zdobył główną nagrodę w kategorii „Najlepszy temat muzyki elektronicznej”.
Nacho Sotomayor kontynuuje serię La Roca; część szósta ukazała się na rynku w roku 2008, siódma w czerwcu 2009. Artysta wziął udział również w kilku projektach komercyjnych: współpracował z kanałem TV National Geographic Asia i marką Giorgio Armani.

## Dyskografia

### Albumy
| Rok  | Tytuł                   | Wytwórnia        |
| ---- | ----------------------- | ---------------- |
| 1994 | Visiones                | Intro            |
| 1996 | Edén                    | Intro            |
| 1998 | Melismas                | Intro            |
| 1999 | La Roca vol. 1          | House D'arrêt    |
| 2000 | Dies Irae               | Intro            |
| 2000 | La Roca vol. 2          | House D'arrêt    |
| 2001 | La Roca vol. 3          | House D'arrêt    |
| 2002 | La Roca vol. 4          | House D'arrêt    |
| 2003 | La Roca vol. 5          | House D'arrêt    |
| 2004 | La Roca 1999/2004       | House D'arrêt    |
| 2007 | Interior                | Absolute Ambient |
| 2008 | La Roca vol. 6          | Absolute Ambient |
| 2009 | Newey (z Rebeccą Newey) | Absolute Ambient |
| 2009 | La Roca vol. 7          | Absolute Ambient |